# Rimke Braakman
Rimke Braakman (* 22. März 1991 in Westwoud) ist eine niederländische Beachvolleyballspielerin.

## Karriere
Braakman wurde 2007 und 2008 niederländische U18-Meisterin. Bei der Jugend-Weltmeisterschaft 2008 in Den Haag kam sie mit Sophie van Gestel ins Finale. Ein Jahr später reichte es in Alanya mit Jolien Sinnema nur zum 19. Platz bei diesem Wettbewerb. Die U20-Europameisterschaften beendeten Braakman/Sinnema 2009 in Griechenland und 2010 in Catania auf den Rängen neun und vier.
Bei den Marseille Open trat Braakman 2010 erstmals mit ihrer neuen Partnerin Michelle Stiekema an. Im gleichen Jahr wurde sie mit van Gestel Neunte der Junioren-WM in Alanya. 2011 gewannen Braakman/Stiekema die U23-Europameisterschaft in Porto. Im August spielten die Niederländerinnen bei der Europameisterschaft in Kristiansand, wo sie im Achtelfinale gegen die neuen Europameisterinnen Cicolari/Menegatti knapp mit 1:2 verloren.
2013/14 spielte Braakman mit Jantine van der Vlist und 2015/16 erneut mit Jolien Sinnema. Im August 2016 beendete sie ihre Beachvolleyballkarriere.